# Possjolok imeni Alexandra Kosmodemjanskowo
Possjolok imeni Alexandra Kosmodemjanskowo (russe : Посёлок имени Александра Космодемьянского, traduit Règlement Alexandre-Kosmodemiansky; allemand : Metgethen,) est situé dans la lande de Kaporn (de) et est un quartier du district central (de) de la ville russe de Kaliningrad. La population est d'environ 11 000 habitants.

## Histoire

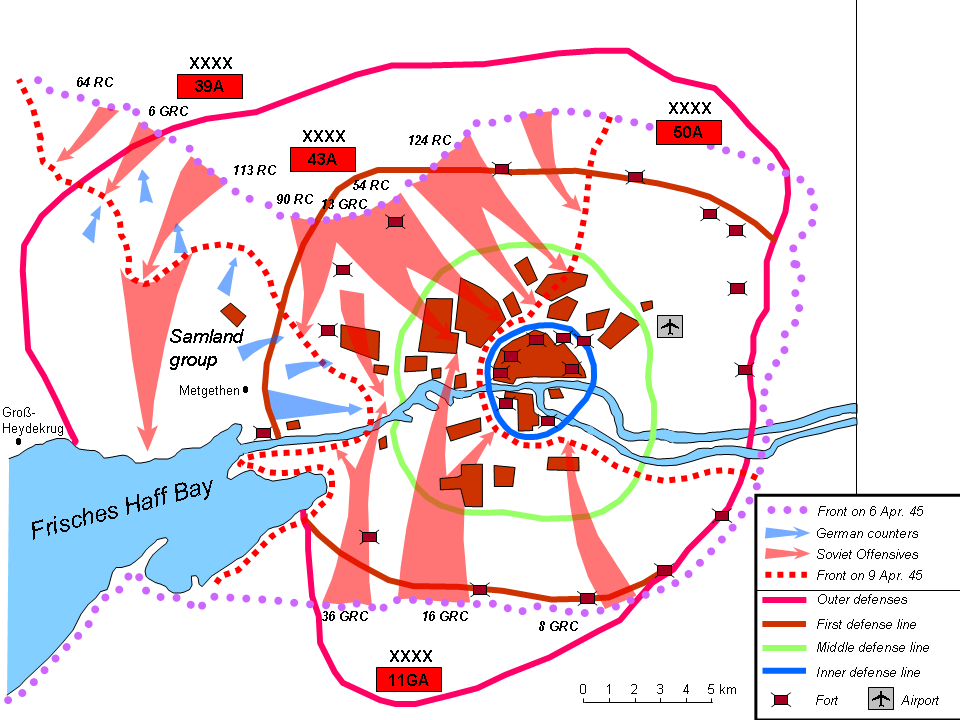
Metgethen lors de la bataille de Königsberg en avril 1945

La première mention documentée du village prussien de Metgethen date de 1278 : « in campo, qui dicitur Myntegeiten ». Le nom fait référence à un guide spirituel nommé Myntete. Au XVIIIe siècle, une chapelle catholique fait partie de l'imposant domaine. Le 1er février 1818, le domaine est rattaché au nouveau arrondissement de Königsberg et le 1er avril 1939, lors de la réorganisation de l'arrondissement, il est intégré à la ville de Königsberg. En 1894, Metgethen est relié au réseau ferroviaire de la ligne Pillau-Prostken par une gare du chemin de fer du sud de la Prusse-Orientale
En 1820, le village compte 29 habitants dans deux maisons, en 1885 il y a 302 habitants et en 1933 il y en a déjà 1 946
Metgethen eqr à l'origine un district de domaine. Un château y fait office de maison de maître. Au début du XXe siècle, la "colonie de villas forestières" est construite sur une partie du domaine. En 1913, la commune rurale de Metgethen est créée et séparée du domaine. La localité prospère rapidement et devient, en tant que centre de la lande de Kaporn (de), le lieu de détente le plus apprécié des habitants de Königsberg, facilement accessible par le train en direction de Pillau. Il y a à proximité l'historique "Vierbrüder-Krug" et la "Forsthaus Metgethen". En 1912, l'école économique pour femmes "Kronprinzessin Cecilie", qui deviendra plus tard l'école pour femmes rurales de l'association Reifenstein, est fondée sur les rives du lac Hubertus (le bâtiment n'existe plus). En 1916, une école supérieure de filles et de garçons est ouverte. Immédiatement après la fin de la Première Guerre mondiale, une société de petits lotissements construit la "cité-jardin de Metgethen", au nord de la ligne de chemin de fer. En 1925 est consacrée l'église de la forêt, une construction octogonale avec une tour couronnée. Metgethen abrite l'école provinciale des pompiers, construite en 1939, avec sa haute tour d'incendie caractéristique. Loin de Metgethen se trouvent les champs d'épuration des eaux usées de Königsberg.
En février 1945, lors de la bataille de Königsberg, le site est le théâtre du massacre de Metgethen (de) de civils allemands et ukrainiens. Le 29 janvier, l'Armée rouge avance via Metgethen jusqu'à Großheidekrug jusqu'à la lagune de la Vistule, interrompant ainsi la liaison routière et ferroviaire entre Königsberg et Pillau. Le 19 février, la Wehrmacht peut reprendre Metgethen au terme de durs combats avec des avancées simultanées depuis la Sambie et Königsberg, rétablissant ainsi pour plusieurs semaines ces liaisons essentielles pour l'évacuation de la population et des blessés ainsi que pour le ravitaillement.
Le lieu conserve son nom allemand (Метгетен) jusqu'en 1946, date à laquelle il est rebaptisé Lesnoje (Лесное). En 1956, le lieu reçut son nom actuel en l'honneur d'Alexander Kosmodemiansky (de), le frère de Zoïa Kosmodemianskaïa, tombé lors de la bataille de Königsberg et reçoit à titre posthume Héros de l'Union soviétique. Sur le lieu de sa mort, à l'époque Vierbrüderkrug dans le lande de Kaporn (forêt domaniale de Kobbelbude), à peu près à mi-chemin entre la colonie maintenant nommée d'après Kosmodemjanski et Wsmorje (de) (anciennement Groß Heydekrug) sur l'autoroute de Kaliningrad-Baltiisk, il y a une pierre commémorative avec un buste.
Le château et le domaine de Metgethen accueillent entre autres :
- Erhard Ernst von Röder (1665-1743), maréchal
- Ernst von Olfers (de) (1840-1915) conseiller médical, père de Sibylle von Olfers
- Sibylle von Olfers (de) (1881-1916), auteur de livres pour enfants

## Photos

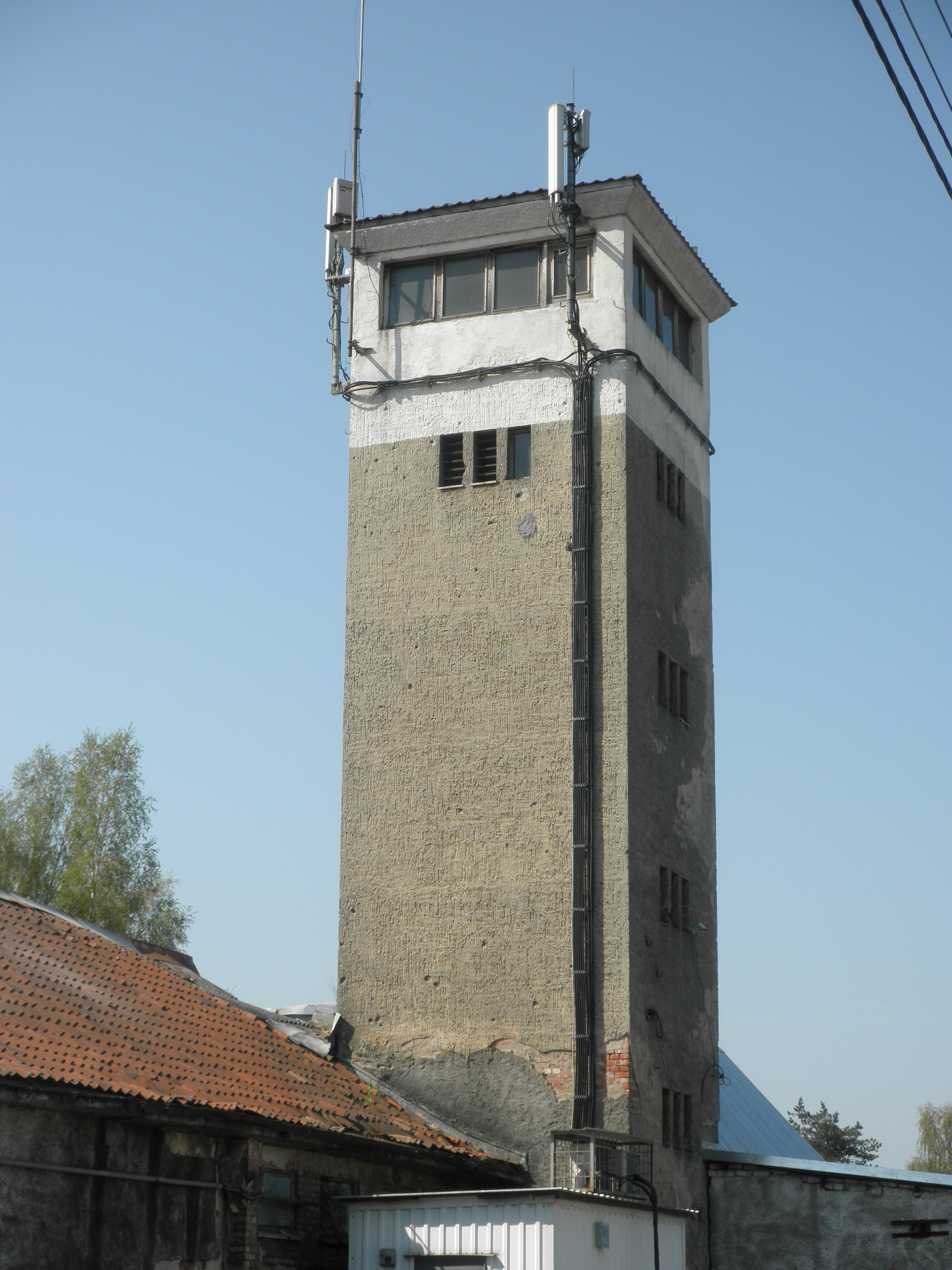
Tour de l'ancienne école de pompiers
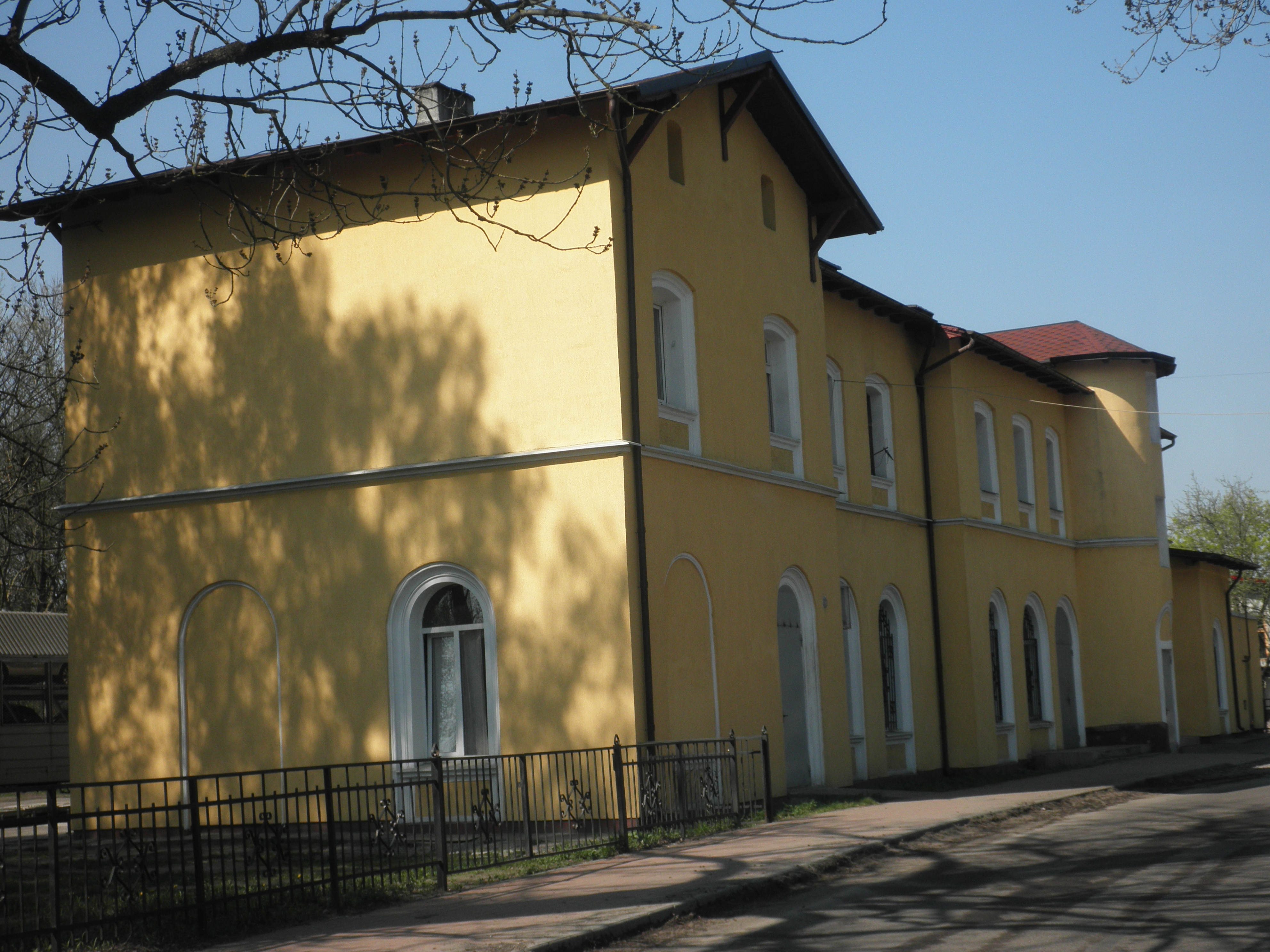
Gare
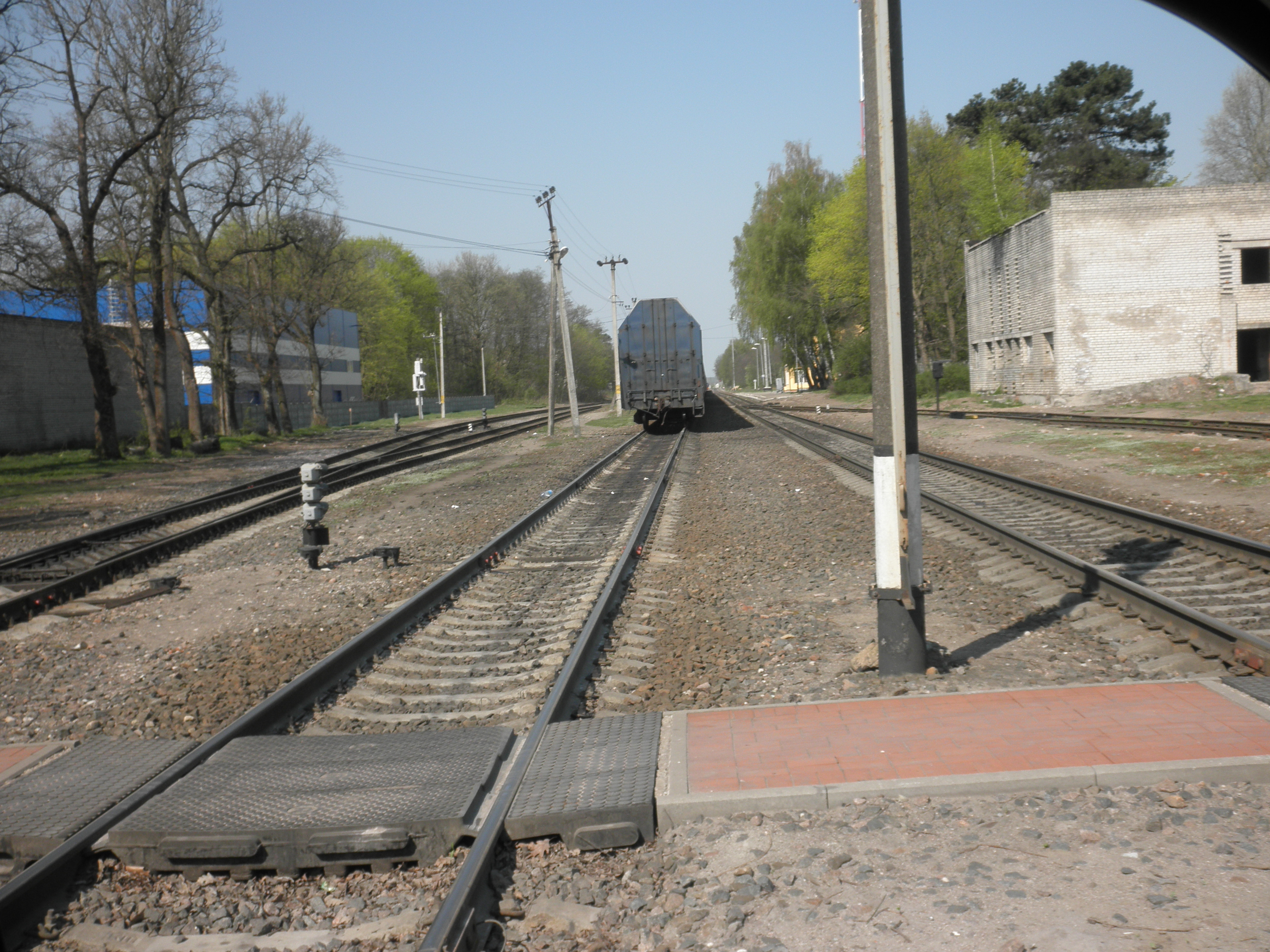
Ligne ferroviaire Kaliningrad-Baltiïsk
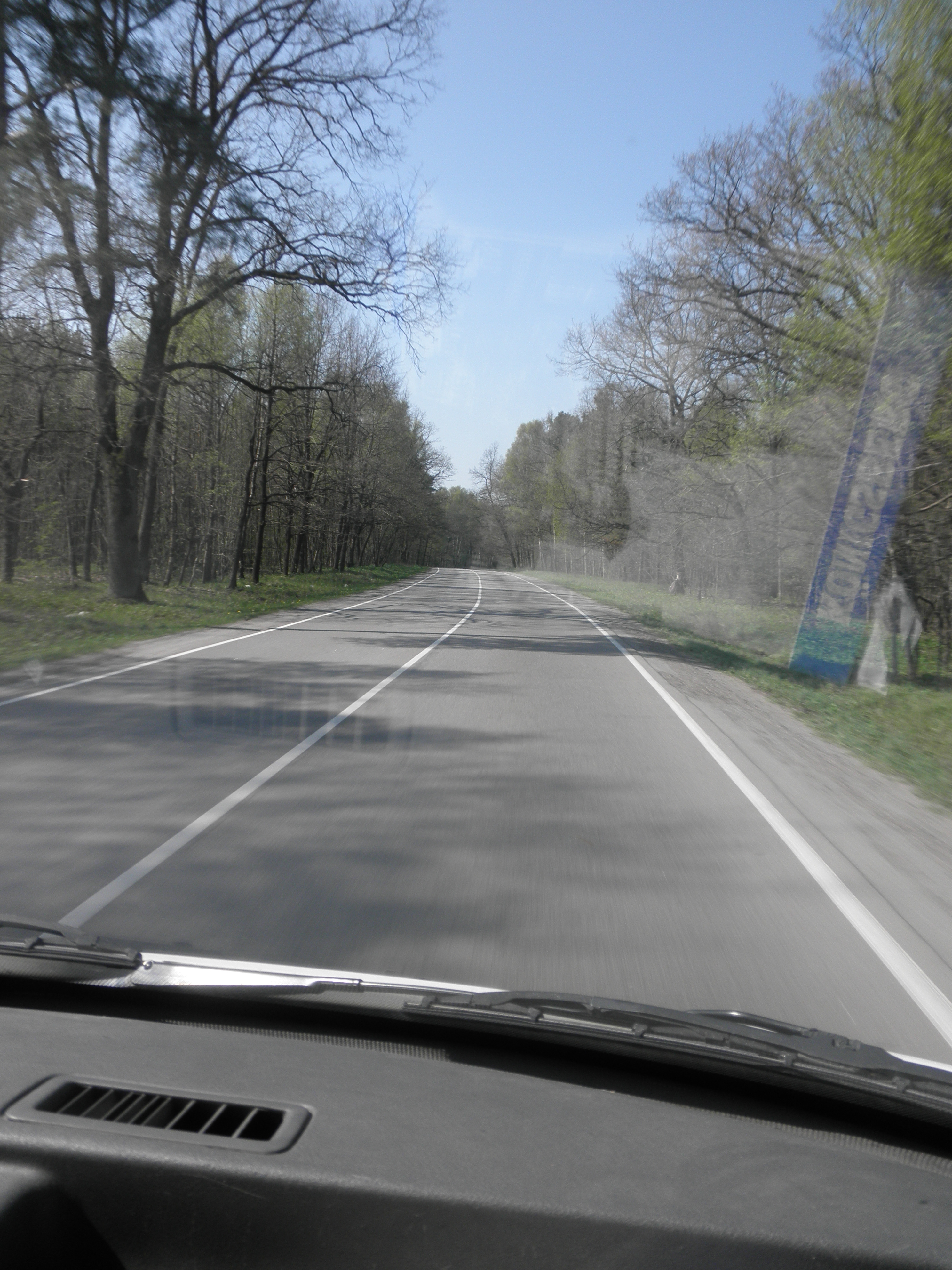
Route Kaliningrad-Baltiïsk
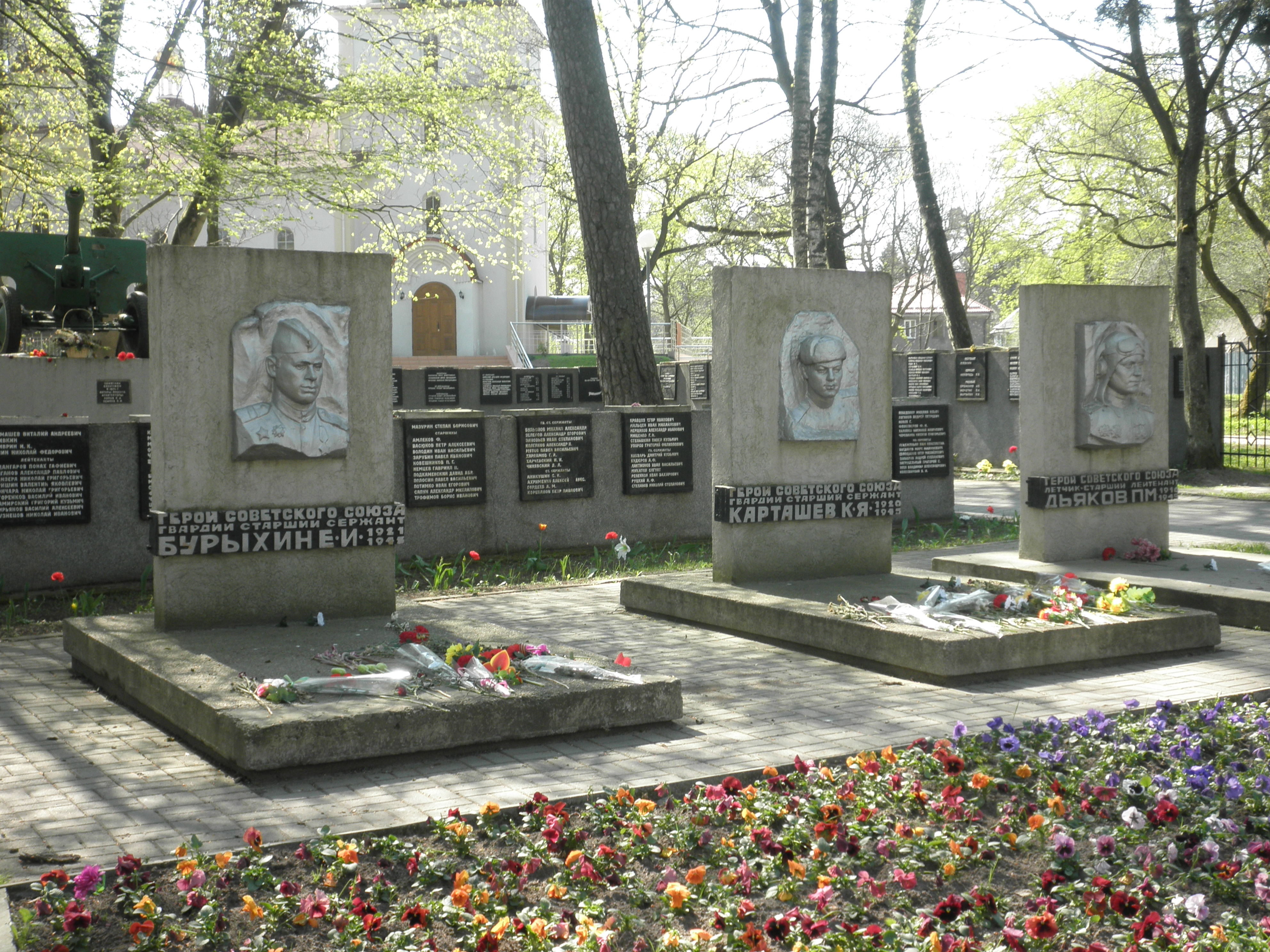
Cimetière militaire soviétique

## Personnalités liées à la ville
- Sibylle von Olfers (de) (1881-1916), auteur et illustratrice de livres pour enfants
- Manfred Sult (de) (1934-2016), pasteur baptiste et président de la Fédération des Églises protestantes libres de RDA (de) de 1981 à 1991